# República do Haiti Espanhol
O Estado Independente do Haiti Espanhol (em castelhano: Estado Independiente de Haití Español, também chamado de República do Haiti Espanhol (em castelhano: República del Haití Español), é o nome adotado pela antiga Capitania-Geral de São Domingos (atual República Dominicana) durante o breve período de independência na sequência da España Boba, o nome pelo qual é conhecido o período histórico dominicano em que a Espanha esteve sob ocupação francesa e durante a qual prestou pouca ou nenhuma atenção à administração de sua colônia caribenha de Santo Domingo.
A República do Haiti Espanhol foi o estado independente que resultou da derrota dos colonizadores espanhóis de Santo Domingo em 9 de novembro de 1821, liderado pelo general  José Núñez de Cáceres.